# Autoroute M6 (Irlande)
Pour les articles homonymes, voir M6 (homonymie).
L' autoroute M6 (irlandais : Mótarbhealach M6) est une autoroute en Irlande, qui débute à sa jonction avec la M4 à Kinnegad jusqu'en périphérie est de la Ville de Galway à l'exception du contournement d'Athlone (en deux voies séparées et encore signalisée en tant que N6. 
L'autoroute a été officiellement achevée et ouverte à la circulation le 18 décembre 2009. Ce fut la première liaison ville à ville réalisée en Irlande. La M6 et M4, qui forme la route Galway-Dublin, se composent de 2+2 voies séparées, avec une vitesse limitée à 120 km/h. Avec 144 km, la M6 est la troisième autoroute la plus longue du pays.

## Itinéraire
Près de Kinnegad, l'autoroute M6 se sépare de la M4 et se prolonge vers l'ouest, en passant par les comtés de Westmeath, Offaly, Roscommon et Galway , avant de parvenir juste en périphérie est de la Ville de Galway près de Doughiska.

## Histoire
L'autoroute M6 a été construite en cinq étapes entre 2005 et fin 2009. Certaines sections de l'actuelle M6 furent initialement ouvertes en tant que double voie., constituant la N6, alors que d'autres portions furent directement créées en section autoroute. 
Ouverture des sections par ordre chronologique :
- Kinnegad-Tyrrellspass (5 décembre 2006, que la route à deux voies) ;
- Tyrrellspass-Kilbeggan (16 mai 2007, que la route à deux voies) ;
- Kilbeggan-Athlone (16 juillet 2008, que deux fois deux voies) ;
- Athlone-Ballinasloe (23 juillet 2009, que de l'autoroute) ;
- Ballinasloe-Galway (18 décembre 2009, comme l'autoroute).

### Kinnegad-Athlone

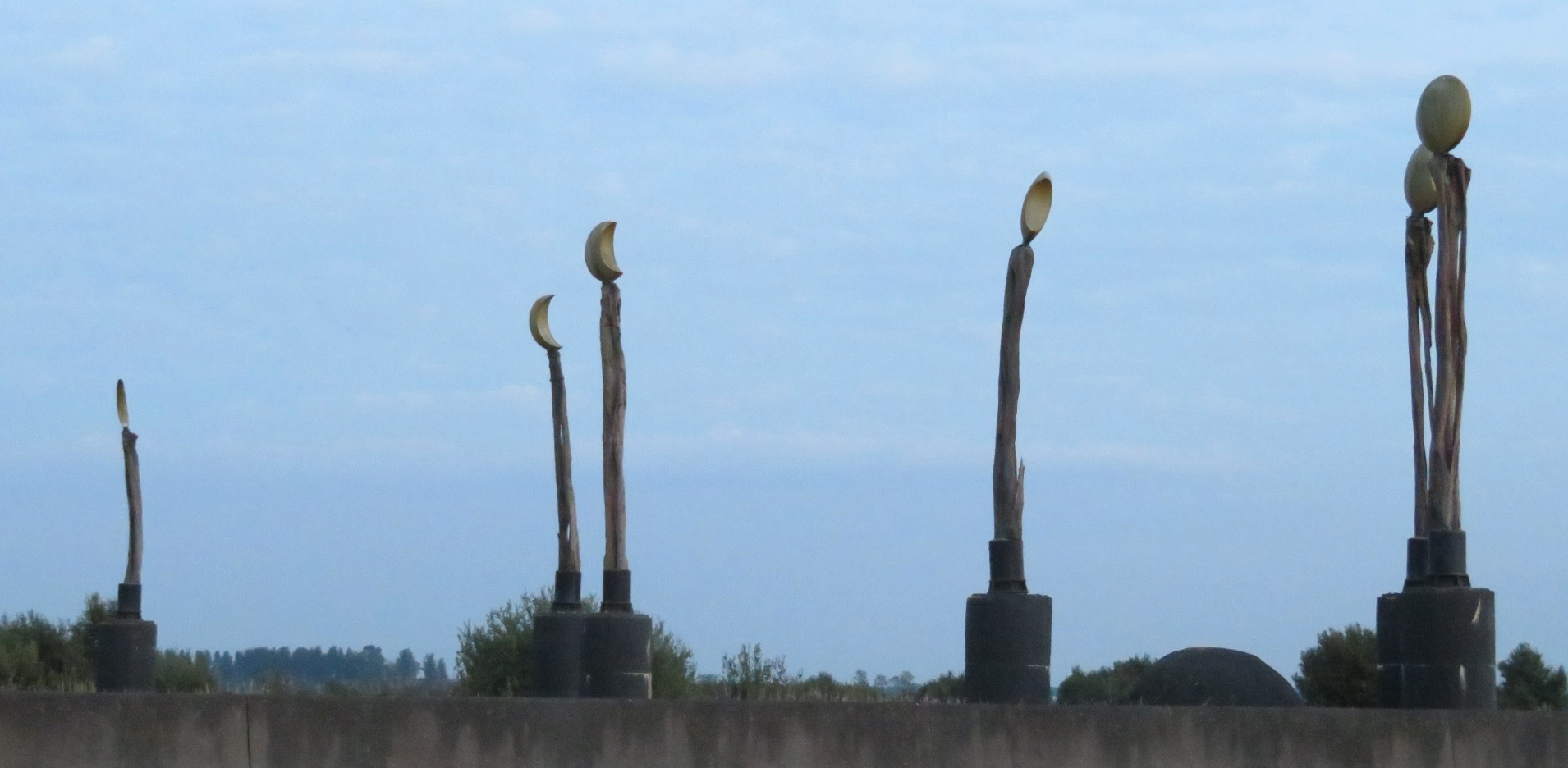
Passage, une sculpture de Brian O'Loughlin (2006), à côté de la voie en direction ouest de l'autoroute M6, à Passer de Kilbride.

À partir du 24 septembre 2008, le statut d'autoroute a été appliqué à partir de Kinnegad jusqu'à l'entrée est du contournement d'Athlone. Cette section a été signalisée comme une autoroute (et numéroté M6). Ses marquages au sol avaient été d'ores et déjà mis en conformité autoroute avant cela avec une limite de vitesse de 100 km/h jusqu'au 24 septembre de cette année.

### Athlone-Ballinasloe
La construction de ce segment de 19 km a débuté le 3 septembre 2007 et l'ouverture à la circulation s'est faite le 23 juillet 2009. Le 28 août 2009, ce tronçon est officiellement devenu l'autoroute M6, la limite de vitesse passant de 100 à 120 km/h. 

### Ballinasloe-Galway
La construction de cette section de 56 km a débuté en 2007. Cette section se situe entre la ville de Ballinasloe et la Ville de Galway, entre les jonctions de 14 et 20 de la M6. La route est une réalisation de type partenariat Public-privé avec péage. Le contrat de PPP a été attribué à N6 Concession Limitée en avril 2007, qui comprend la FCC Construction S. A. et l'Itinere Infraestructuras (les deux grandes entreprises de l'Espagne) et P. J. Hegarty & Fils, une entreprise irlandaise. Le contrat a été signé le 4 avril 2007 pour les 30 ans à compter de cette date. La construction a duré près de 3 ans et N6 Concessions Limited est responsable de la perception des péages pour une période d'environ 27 ans.
Ce dispositif a été un sujet de controverse lors de sa phase de planification. L'agence de l'environnement an Taisce affirmé que l'itinéraire choisi par la National Roads Authority' serait « particulièrement destructif » car passant le site de la Bataille d'Aughrim. La décision d'instaurer un péage a également été l'objet de controverses, étant donné que l'autoroute M4/à partir de Dublin (reliée avec la N6/M6 route), est également à péage. Le nouveau parcours est à peu près est-ouest entre les deux destinations, plutôt que de piquer au sud à Loughrea, comme l'ancien tracé de la N6. La N65 a été prolongée de Loughrea à la nouvelle M6 pour répondre à ce changement.

## Sorties

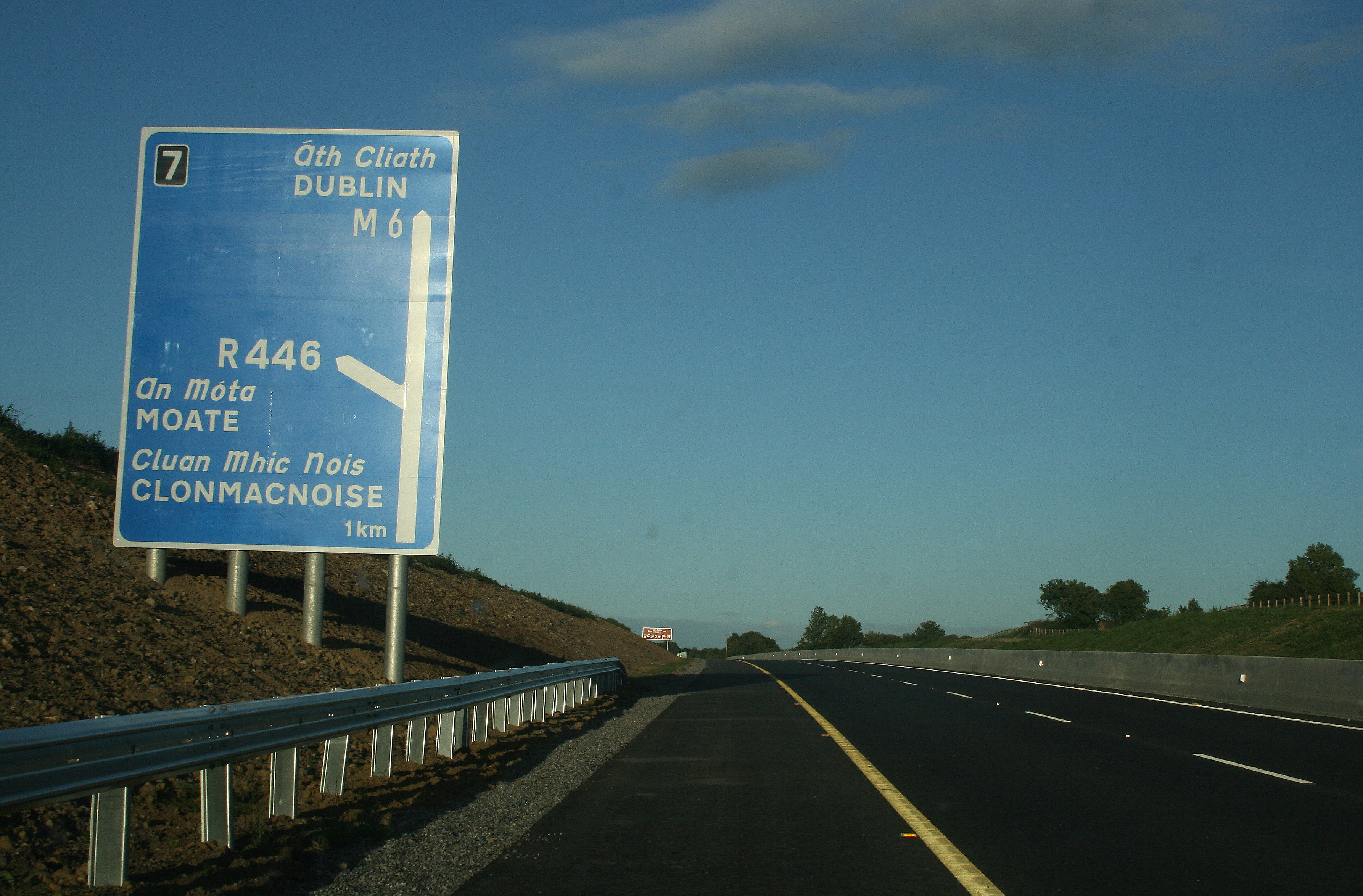
La sortie 7 sur l'autoroute M6.

Jusqu'en 2011, il y avait deux systèmes de numérotation des sorties sur le tracé de la N6. Les sorties du contournement d'Athlone (J1-J6) furent renumérotées J8-J13 pour s'accorder au schéma global de la M6.Depuis, les numéros de la M6 sont utilisés sur l'intégralité du parcours.

## Péages
Bien que le M6 soit une autoroute à péage, il n'y a une seule barrière de péage, située à Cappataggle, entre les échangeurs 15 Ballinasloe Ouest & 16 Loughrea. Il est ainsi possible de circuler gratuitement jusqu'à l'échangeur 15 puis à partir du 16 et ce jusqu'à Galway. Le péage peut être réglé en espèces, par carte de crédit ou par l'utilisation d'un badge d'autoroute.

## Avenir

### Modifications de la M6
À l'heure actuelle, il existe une section non autoroute au niveau d'Athlone et une autre au niveau de la rocade de Galway. Il est envisagé que le contournement d'Athlone soit également transformé en autoroute.

### Aires de services
L'autoroute M6 dispose de deux aires de services. La "Galway Plaza" est à la jonction 16, à côté de Kiltullagh. Elle a ouvert en février 2016 et dispose d'un Supermac's, Papa John's Pizza et d'un Spar.
L'aire de services d'Athlone est située entre les sorties 7 et 8, à l'Est de la ville. Elle a été inaugurée le 12 septembre 2019 et propose un McDonalds, un Krispy Kreme et un  Circle K.